# 博士（社会学）
博士（社会学）（はくし しゃかいがく）は、博士の学位であり、社会学に関する専攻分野を修めることによって、日本で授与されるものである。
1991年以前の日本では、社会学博士（しゃかいがくはくし）という博士の学位が授与されており、社会学博士は、現在の「博士（社会学）」とほぼ同じものである。社会学博士は、1956年に学位規則で定められた17種類の博士のうちの1つである。
英語においては、各国による学位制度に違いがあるものの、Doctor of Philosophy (Ph.D.) の一部と Doctor of Sociology が、社会学博士に相当する。